# Berliner Bär

Offizielle Gestaltung des Berliner Bären als Landessymbol seit 1954, von Ottfried Neubecker

Der Berliner Bär ist seit ungefähr 1280 das Wappentier Berlins und schmückt bis heute dessen Wappen.

## Geschichte

### 1200–1900
Vermutungen zufolge soll das Berliner Wappentier, der Bär, auf Albrecht I. „den Bären“, Eroberer und Begründer der Mark Brandenburg zurückzuführen sein. Es steht jedoch fest, dass der Berliner Bär ununterbrochen seit 1280 im Siegel oder Wappen erscheint. Die herrschende Meinung in der Forschung geht beim Ortsnamen von einem slawischen Ursprung aus, nämlich als Ableitung des Wortes berl („Sumpf“). Der Stadtname ist bildhaft in ein „Bärlein“ umgesetzt. Es handelt sich hierbei um ein klassisches „redendes Wappen“ (Volksetymologie).

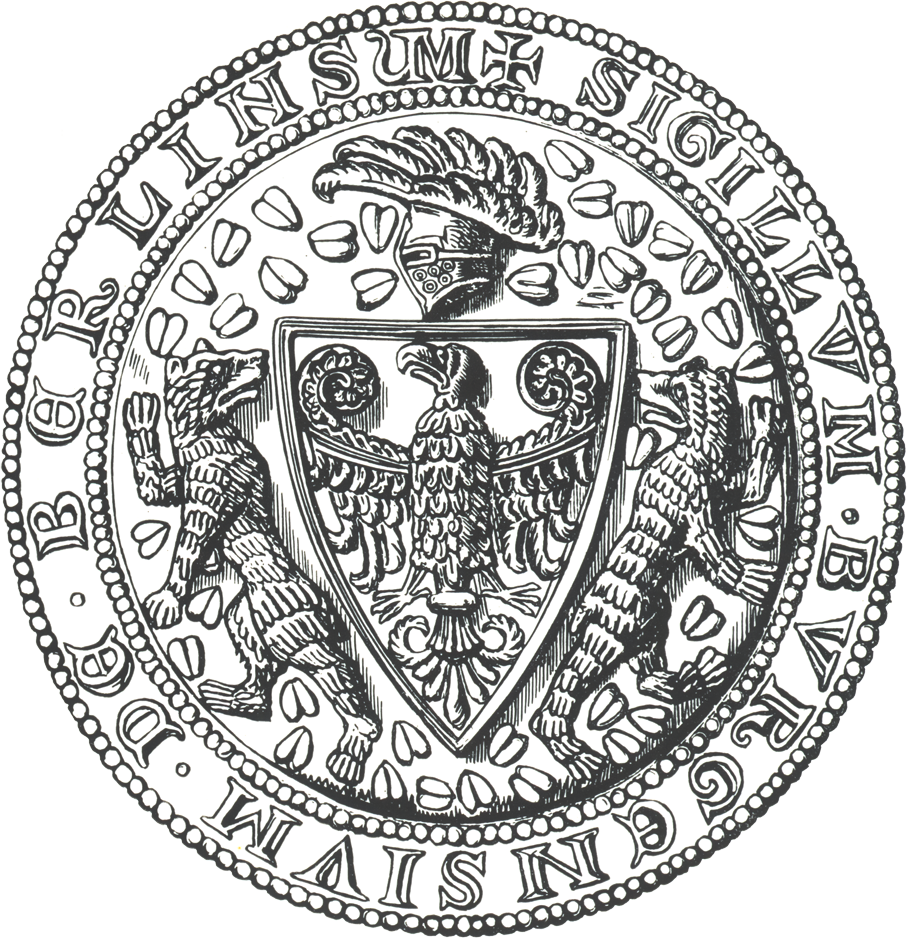
Zweitältestes Siegel Berlins von 1280

Das erste nachgewiesene Siegel mit Bären stammt vom 22. März 1280. Es befindet sich auf einem Gildebrief der Berliner Kürschner und stellt zwei gepanzerte Bären als Schildhalter dar, die mit erhobener Tatze voneinander abgewendet sind und sich dennoch rücklings anblicken. Das Siegel trägt die Inschrift „Sigillum burgensium de berlin sum“ (‚ich bin das Siegel der Bürger von Berlin‘). Die erhobene Tatze soll hier bereits die Selbständigkeit Berlins symbolisieren. Allerdings herrscht im Siegel an zentraler Position noch der Brandenburger Adler. Auf dieses Siegel geht das Datum des Tages des Berliner Bären zurück, der jährlich am 22. März begangen wird.
Die Herrschaft des Brandenburger Adlers beziehungsweise die Koexistenz mit ihm zieht sich noch bis ins 19. Jahrhundert. Ein Siegel von 1338 mit der Inschrift „S[igillum] Sekretum Civitatis Berlin“ („Geheimsiegel der Stadt Berlin“) zeigt den Berliner Bären bezwungen durch ein Halsband mit wehendem Adlerschild, ein anderes von 1460 zeigt ihn mit aufreitendem Adler. Die letztere Siegelvariante wird als Unterwerfung Berlins nach dem „Berliner Unwillen“ aus den Jahren 1447/1448 durch Friedrich II. Eisenzahn gewertet. Dieses Siegel wurde bis um 1700 mit der Inschrift „sigillum civitats antiqui berlin“ (‚Das Siegel der alten Stadt Berlin‘) verwendet.
Mit der Gründung der Residenzstadt Berlin am 17. Januar 1709 wurde der Bär noch als gebändigter Bär mit Halsband unter der Herrschaft des Preußischen und des Brandenburger Adlers dargestellt. 1839 hat sich die Vorherrschaft des immer noch gebändigten Bären gegenüber den Adlern bereits durchgesetzt und 1875 zeigt das Berliner Wappen bereits einen wilden ungebändigten Bären mit zotteligem Fell und ohne Halsband.

### Seit 1900
Nach dem Zusammenschluss zu Groß-Berlin 1920 wurde 1935 der Berliner Bär zum alleinigen Wappentier und wird seitdem aufrechtgehend und krallenbewehrt dargestellt.

## Bärenzwinger

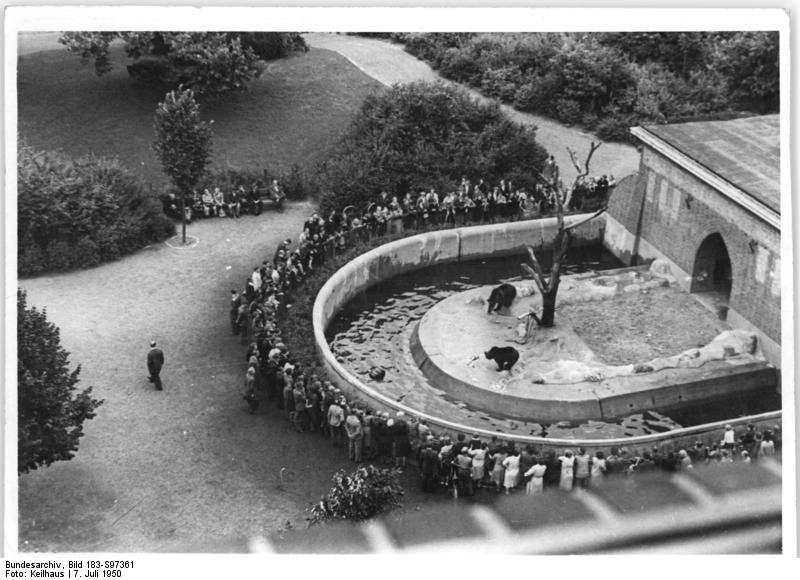
Bärenzwinger am Märkischen Museum mit den Bären Nante und Jette, 1950

Als lebende Wappentiere wurden vier Bären am 17. August 1939 an das Märkische Museum in Berlin-Mitte übergeben, wo sie im nahen Köllnischen Park in einem Bärenzwinger lebten. Der Platz an der Spree wurde wegen seiner Nähe zur Fischerinsel und dem Nikolaiviertel gewählt, die als Wiege der Doppelstadt Berlin-Cölln gelten. Die Unterbringung der Bären erfolgte in einem Zwinger, vorher ein Straßenreinigungsgebäude von Ludwig Hoffmann, der aus einem beheizbaren Backsteinbau besteht und nach zwei Seiten Auslauf bietet. Um die Anlage wurde ein Wassergraben gezogen. Der Zugang zum Haus ist durch einen Seiteneingang möglich, über dessen Tür ein durch den Bildhauer Ludwig Isenbeck angefertigtes damals geltendes Berliner Wappen angebracht ist. Zur Einweihung 1939 zogen vier Bären in den Zwinger: ein von der BZ am Mittag gestifteter Bär, einer vom Zoologischen Garten Berlin und zwei Bären aus Bern.

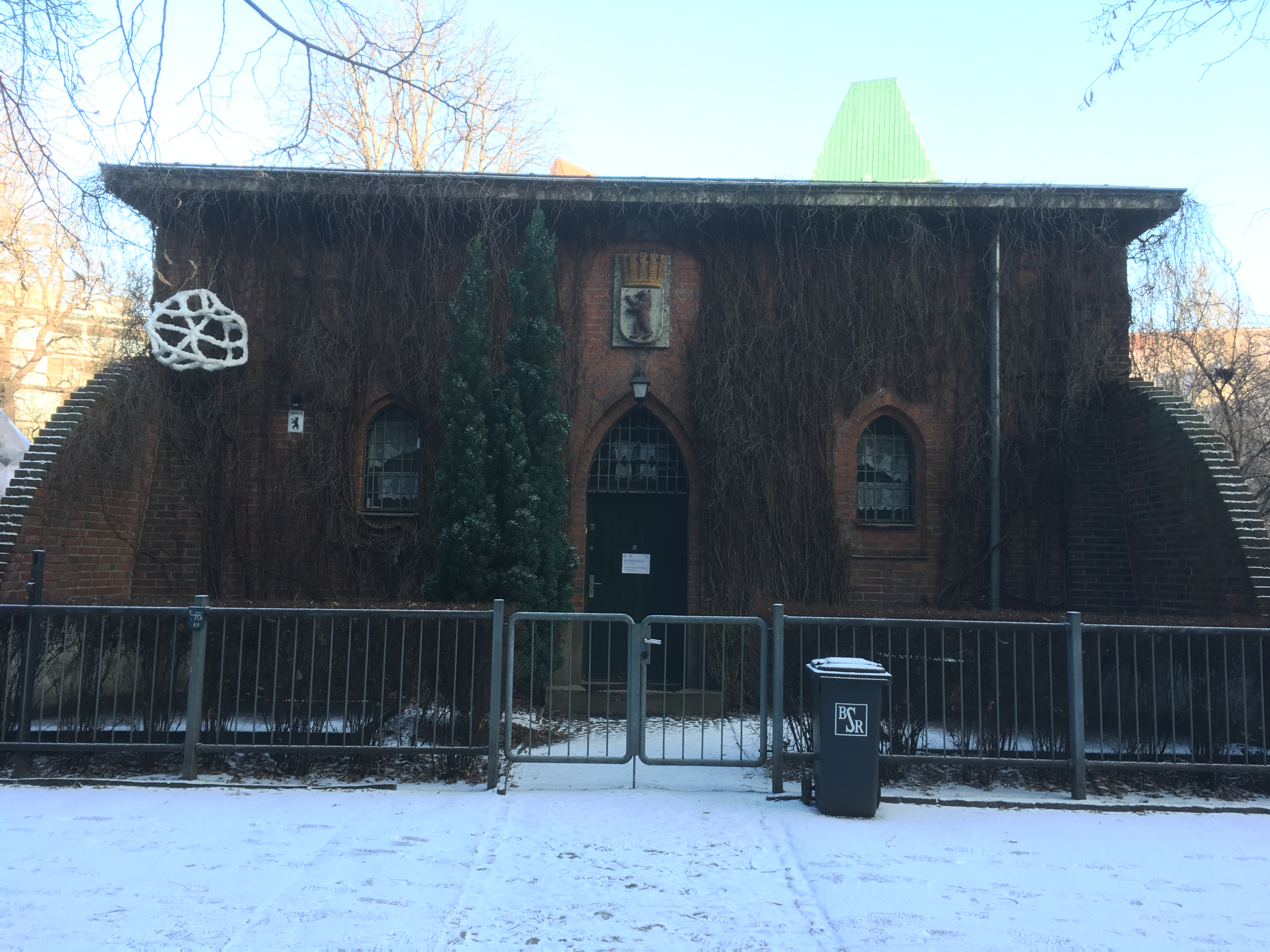
Eingang des stillgelegten Bärenzwingers

Als Bärenfamilien des Berliner Bärengeschlechts wohnten hier:
- der Bär Urs (1939–1945) mit seinen drei Frauen Lotte, Jule und Vreni, wobei sowohl Urs als auch alle Bärinnen bis auf Lotte im Krieg umkamen. Lotte wurde 1945 in den Berliner Zoo gebracht, sie starb 1971.
- Nante (1949–1979) und Jette, waren bei der Wiedereröffnung des Zwingers am 29. November 1949 die ersten Bären und wurden weltbekannt. In dieser Zeit gebar Jette 33 Junge. Nante starb 1981 und Jette 1984. Berliner Jungen und Mädchen wurden 1949 aufgerufen, Namensvorschläge einzusenden. Fortan wurden die Namen für die Bärenkinder ausgeschrieben und öffentliche Tiertaufen veranstaltet.
- Taps (1981–1990) und Schnute (1981–2015) als Nachfolger von Nante und Jette bekamen ihren ersten Nachwuchs namens Maxi (1986–2013), die bis zu ihrem Tod weiterhin im Zwinger bei der Bärenfamilie blieb.[4] Wegen starker Arthrose wurde Schnute schließlich 2015 als letzte Berliner Stadtbärin eingeschläfert.[5]
- Tilo (1990–2007): Nachdem Taps 1990 gestorben war, leistete Tilo aus dem Tierpark Bischofswerda Schnute und Maxi Gesellschaft. 1994 gebar Schnute drei Bärenjunge und Maxi zwei. Da der Bärenzwinger jedoch nur Platz für drei Bären bietet, wurden die fünf Bärenkinder des Jahres 1994 abgegeben: drei von ihnen gingen an den Zoo von Buenos Aires und zwei nach Carbaceno in Spanien. Tilo musste 2007 wegen schwerer Krankheit eingeschläfert werden.

Nach 2010 gab es wiederholt Kritik an den als nicht artgerecht beurteilten Haltungsbedingungen im Zwinger. Ein Umzug wurde jedoch abgelehnt, weil die Bären aufgrund ihres Alters nicht mehr transportfähig seien. Nach dem Tod von Maxi am 23. August 2013 wurde der Umzug ihrer Mutter Schnute erneut diskutiert. Durch die krankheitsbedingte Einschläferung von Schnute am 11. Oktober 2015 ist auch der letzte Berliner Bär verstorben ohne vorher in ein ausreichend großes Gehege gebracht worden zu sein. Das Bezirksamt Mitte wandelte den Bärenzwinger 2017 in einen Kunstort um, der als kommunale Galerie regelmäßig Ausstellungen zeigt.

## Abbildungen und Kunstprojekte
Der Bär ist ein beliebtes Objekt für Plastiken, Häuserreliefs, Wetterfahnen, Brunnenschmuck und sonstige künstlerische Objekte.
Eine international bekannte Version schuf die deutsche und lange Jahre in Berlin tätige Bildhauerin, Medailleurin und Grafikerin Renée Sintenis. 

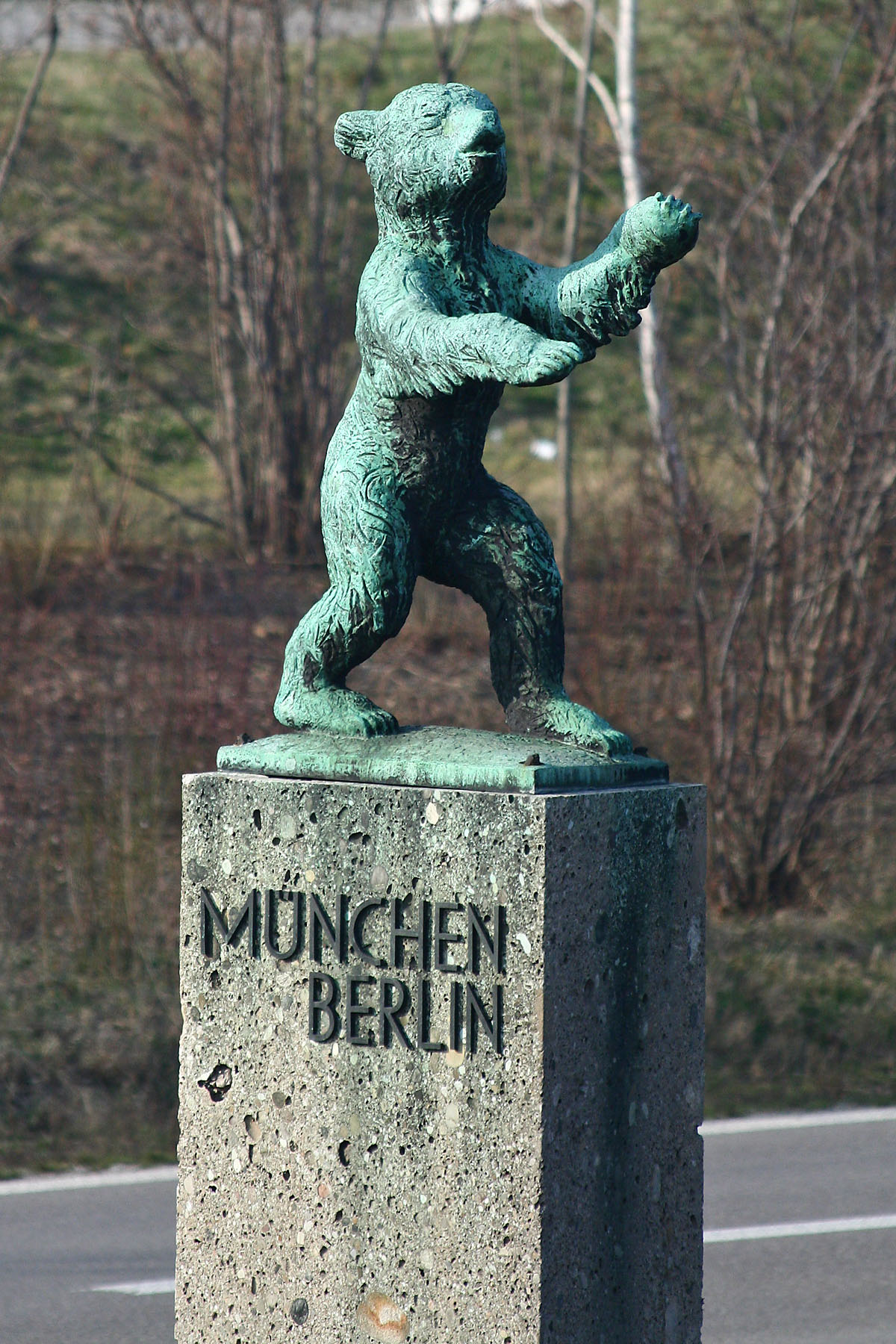
Berliner Bär an der Autobahn München–Nürnberg

Im Jahr 1957 wurde Sintenis’ Statue des Berliner Bären als lebensgroße Bronzeplastik auf dem Mittelstreifen der heutigen Bundesautobahn 115 zwischen Dreilinden und dem Autobahnkreuz Zehlendorf aufgestellt. Ein weiteres Exemplar weihte der damalige Regierende Bürgermeister von Berlin, Willy Brandt, am 23. September 1960 auf der Berliner Allee in Düsseldorf ein. Am 6. Juni 1962 wurde ein Bronzedenkmal des Berliner Bären im Mittelstreifen der Bundesautobahn 9 auf Höhe der heutigen Anschlussstelle München-Fröttmaning-Süd enthüllt.
Eine Kleinplastik dieses Werkes wird alljährlich als Silberner Bär bzw. Goldener Bär an die Preisträger der Berlinale verliehen.
Auch andere Abbildungen mit dem Berliner Bären findet man an Gebäuden in ganz Berlin. Im Kunstprojekt Buddy Bär wurden bereits über 1.200 Bären gestaltet.
Seit 1955 steht ein Berliner Bär aus Klinkerkeramik vom Bildhauer Ernst Gorsemann in den Bremer Wallanlagen.
Am 3. September 2003 wurde die Skulptur eines Berliner Bären auf dem internationalen Flughafen in Kabul (Afghanistan) auf dem Gedenkstein der Bundeswehr-Einheit der International Security Assistance Force (ISAF) enthüllt. Als Material wurde rötlicher Sandstein aus einem bayerischen Steinbruch verwendet. Der Bär steht dort in unmittelbarer Nachbarschaft neben einem Sockel mit dem türkischen Adler.

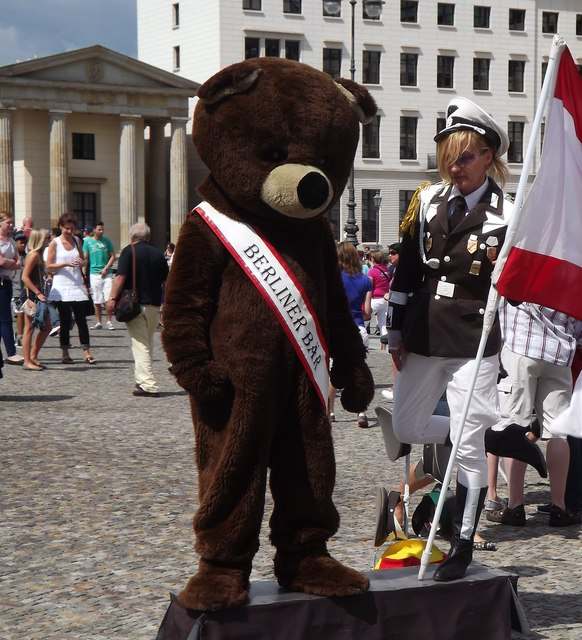
Bär als Kostüm
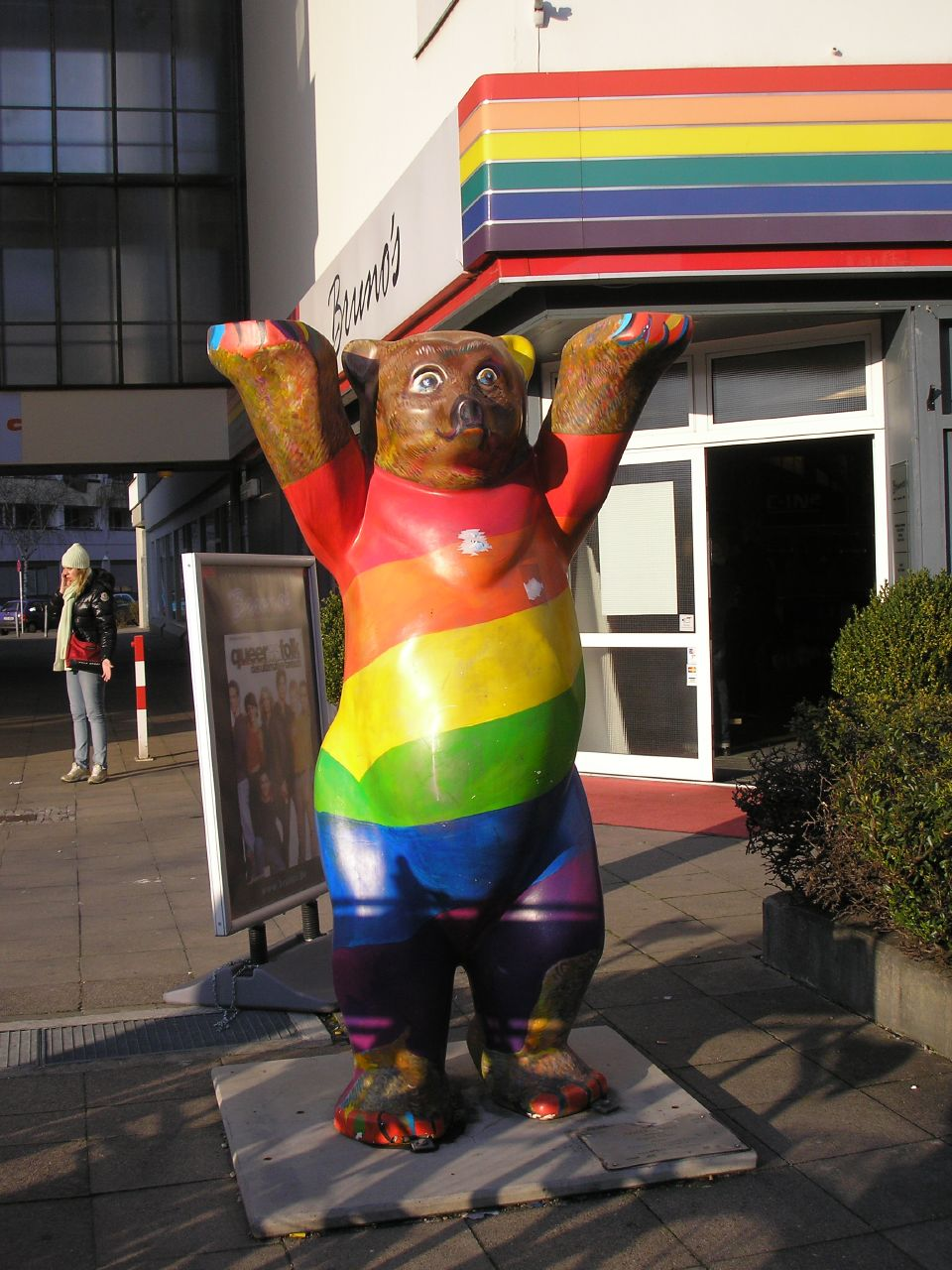
Berliner Buddy Bär
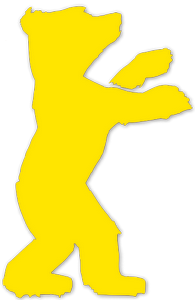
Berlinale Bär als Logo
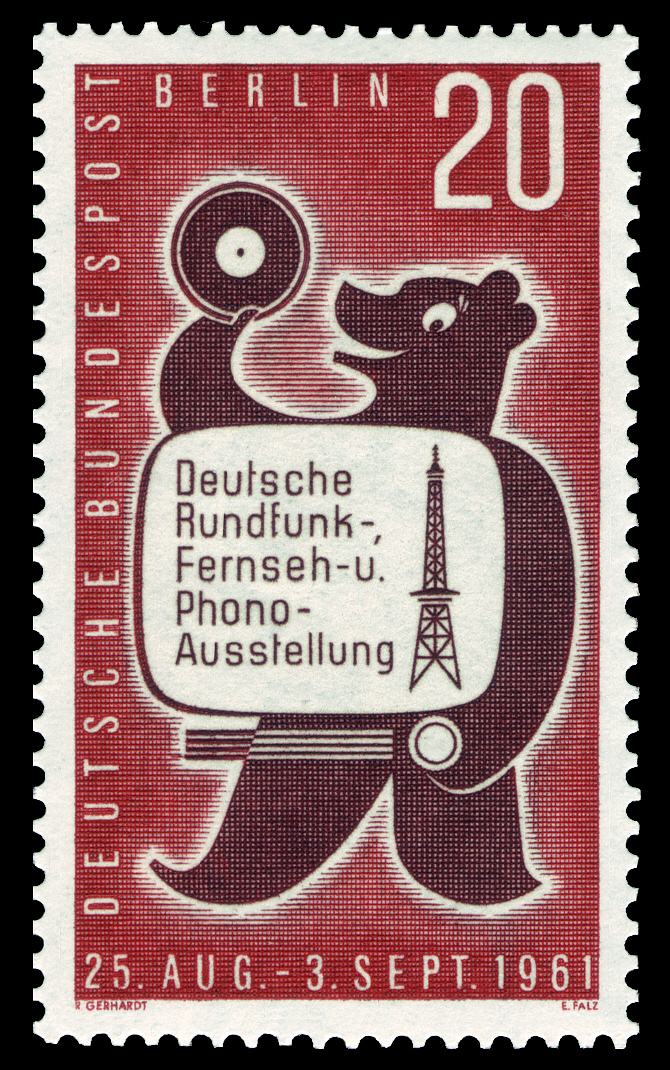
Auf einer Briefmarke
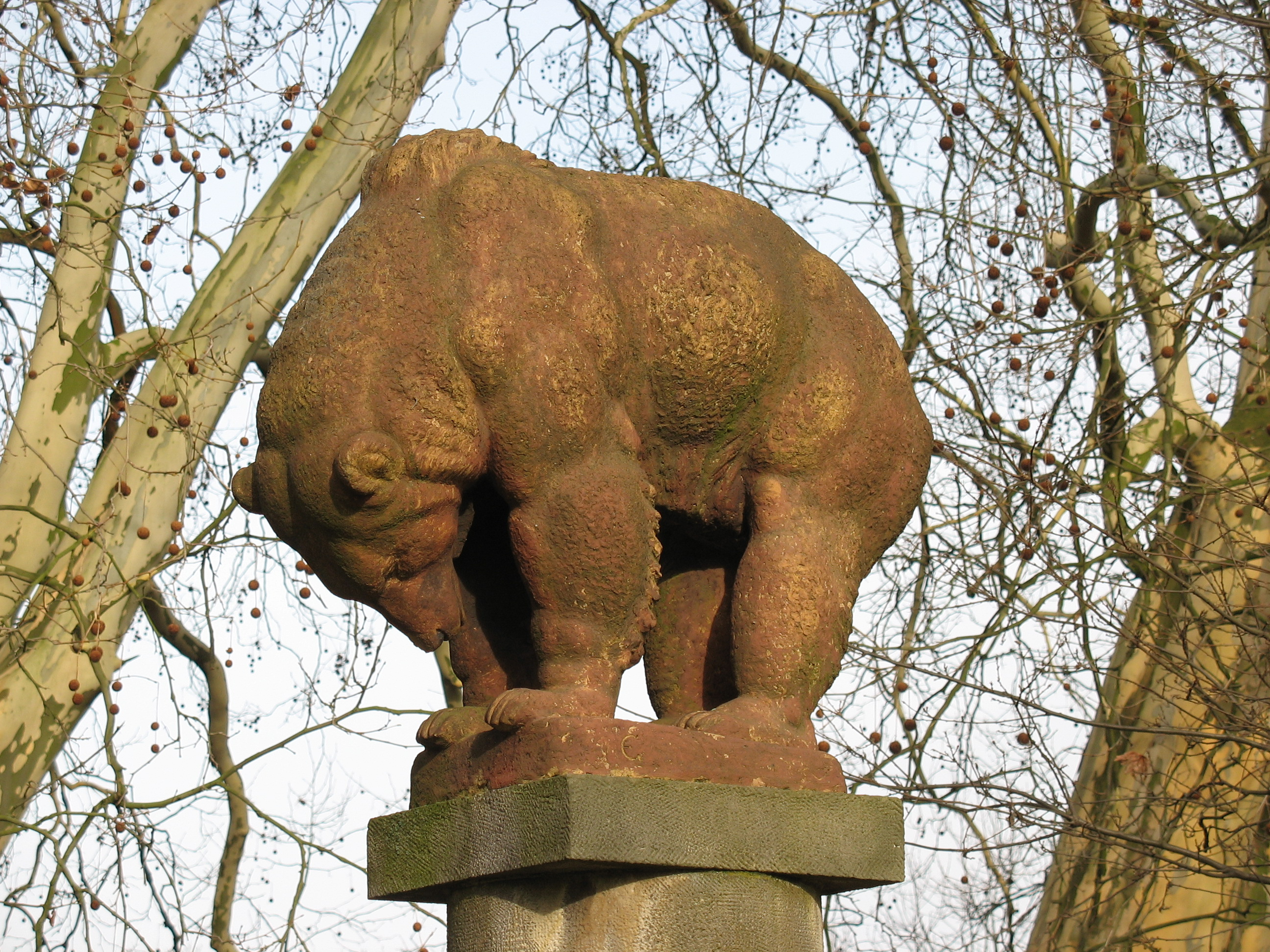
Berliner Bär in Bremen
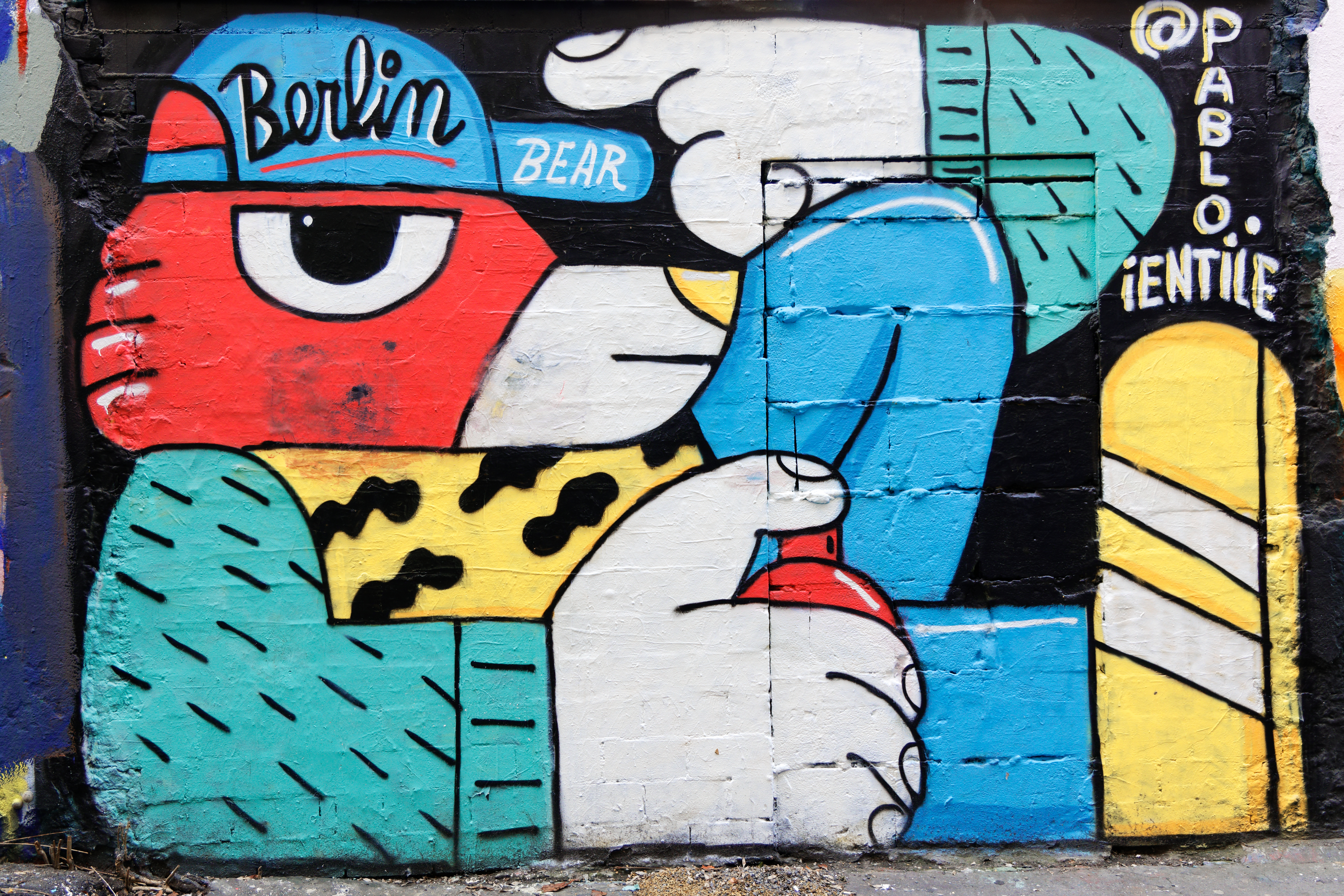
Berliner Bär Graffiti